# Chris Vermeulen
Chris Vermeulen   (Brisbane, 19 de juny de 1982) és un antic pilot de motociclisme australià que va ser Campió del Món de Supersport el 2003 i Subcampió de Superbike el 2005. Va competir també al mundial de MotoGP, on va guanyar un Gran Premi i obtingué com a millor resultat final el sisè lloc a la temporada del 2007.

## Carrera esportiva

### Primes anys
Nascut a Brisbane de pares neerlandesos, Vermeulen va començar a competir a edat primerenca amb motocicletes de motocròs de petita cilindrada abans de passar a les de dirt track. Del 1994 al 1998 va prendre part en nombroses curses i va guanyar els campionats de Queensland i de Nova Gal·les del Sud.
El 1998 va passar a competir al campionat d'Austràlia de velocitat, obtenint les seves primeres victòries en la categoria dels 250 cc alhora que provava també la de Supersport 600. Mentre provava els models d'aquesta categoria va quedar fascinat per les grans cilindrades i el 1999 va competir al campionat d'Austràlia de Superbike, on fou reconegut com al millor pilot privat. Aquell mateix any, Barry Sheene, antic campió del món de 500cc els anys 1976 i 1977 que feia anys que vivia a Austràlia, s'hi va fixar i el va convèncer de traslladar-se a Europa per a competir als campionats britànics de Supersport i Superstock l'any 2000. Aquell any, aprofitant un comodí va poder competir i brillar en curses al continent.
A finals de la temporada del 2000, l'equip Castrol Honda li va oferir la possibilitat de competir amb l'Honda CBR 600 F en les tres darreres curses del Campionat del Món de Supersport en substitució de Shinya Takeishi.

### Mundial de Supersport (2001-2003)
Vermeulen, a encara no dinou anys, va aconseguir un bon rendiment i va poder participar a temps complet en el Campionat del Món de Supersport del 2001, on va quedar dissetè a la classificació final. El 2002, competint amb l'equip Van-zon-Honda-T.K.R., va acabar-hi setè després d'obtenir una pole position i un podi. El 2003 va passar a l'equip neerlandès Ten Kate Honda, campió del món del 2002, amb el qual va guanyar quatre curses i es va proclamar campió del món.

### Mundial de Superbike (2004-2005)
El 2004, Vermeulen va passar a competir al Campionat del Món de Superbike amb el mateix equip amb què havia aconseguit l'èxit a Supersport l'any anterior. Honda li va confiar la nova CBR 1000RR, una moto que, després d'un llarg procés de desenvolupament, va demostrar ser competitiva. Ja el mateix any del seu debut al campionat, després de les primeres curses d'aprenentatge, Vermeulen va començar a obtenir excel·lents resultats: a Silverstone va lluitar amb Noriyuki Haga en les dues curses i després d'un segon lloc a la primera (en què va cometre un petit error a l'última xicana, permetent a Haga avançar), va guanyar la segona. Després va guanyar la primera cursa a Laguna Seca, un circuit on no havia competit mai abans. Així va arribar a la penúltima cursa, a Imola, en plena batalla pel títol, però patí una caiguda durant la volta de reconeixement (a causa d'una taca d'oli a la pista) que el va deixar força tocat. A l'última cursa, Magny-Cours, encara estava adolorit per la caiguda a Imola i les seves possibilitats de guanyar el títol eren gairebé nul·les. Va acabar el campionat en quart lloc final i l'únic entre els vuit primers que no pilotava una Ducati.
El 2005, Vermeulen va continuar amb el mateix equip, ara amb Karl Muggeridge de company. A les primeres rondes de la temporada, Troy Corser va aconseguir un ampli lideratge a la classificació provisional amb la seva Suzuki GSXR1000 K5, però a mitja temporada l'Honda CBR 1000RR va començar a ser competitiva i Vermeulen va aconseguir un doblet a Assen, acostant-se doncs al primer lloc. Corser, però, va aconseguir guanyar el mundial a Imola, en part gràcies a una ronda amb un programa reduït a causa de les fortes pluges que van anul·lar la segona cursa. Vermeulen va acabar la temporada com a subcampió del món.
Gràcies a la seva bona temporada a Superbike, a finals de la de MotoGP va poder debutar amb l'Honda RC211V de l'equip Camel Honda en substitució de Troy Bayliss al Gran Premi d'Austràlia. En total va córrer en dos Grans Premis i va acabar onzè en tots dos, de manera que va acabar el seu primer mundial de MotoGP en vint-i-unena posició. Després d'això, va signar un contracte per a competir al mundial de MotoGP de 2006 amb l'equip Rizla Suzuki, al costat de John Hopkins, concloent així la seva primera etapa al Campionat del Món de Superbike amb un saldo de 10 victòries i 23 podis a les 45 curses en què va participar.

### MotoGP (2006-2009)

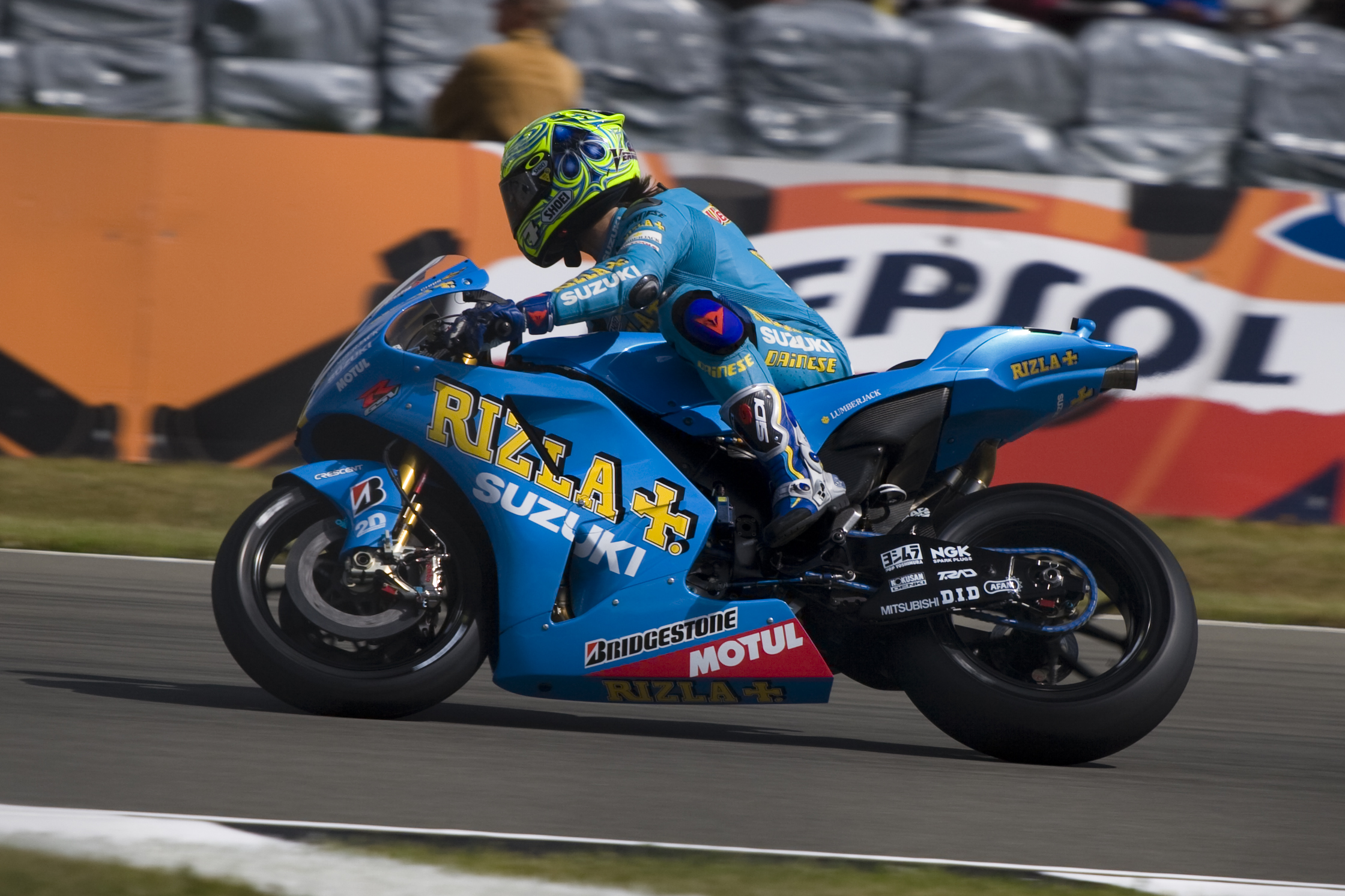
Vermeulen al GP de Gran Bretanya del 2008

El 2006 va aconseguir la seva primera pole a MotoGP al Gran Premi de Turquia i va repetir a Laguna Seca, on acabà cinquè a la cursa. Al Gran Premi d'Austràlia va obtenir el segon lloc i va acabar la temporada en onzè lloc final.
Vermeulen va aconseguir la seva primera victòria a MotoGP durant la temporada del 2007, concretament el 20 de maig al circuit de Le Mans en una cursa marcada per una pluja persistent. Va acabar aquella temporada en la sisena posició final, amb un total de quatre podis (segon al Gran Premi dels Estats Units i al Gran Premi de San Marino i tercer al Gran Premi de Gran Bretanya). El 2008, amb Loris Capirossi de company, va obtenir dos tercers llocs (al Gran Premi d'Alemanya i al dels Estats Units) i va acabar el campionat en vuitè lloc.
El 2009, encara amb l'equip Rizla Suzuki, va ser dotzè. El 6 d'octubre es va anunciar que de cara a l'any següent tornaria al Campionat del Món de Superbike amb una Kawasaki ZX 10R de l'equip Kawasaki Superbike Team en substitució de Makoto Tamada.

### Retorn a Superbike (2010)
El seu retorn al mundial de Superbike no va ser gaire reeixit. Es va lesionar el genoll en un accident a la primera ronda de la temporada, a Phillip Island, cosa que el va obligar a perdre's les dues curses següents. Més tard es va lesionar de nou al genoll en una caiguda massiva de pilots a la primera volta a Brno i arran d'això es va haver d'operar del genoll dret i va acabar la temporada abans d'hora. Davant les nombroses vicissituds, només va poder acabar en vintè lloc al mundial. El 2011 també va ser complicat i va acabar el mundial en el lloc vint-i-unè.
El 2012 va córrer al Gran Premi de França de MotoGP amb la Suter MMX1 de l'equip NGM Mobile Forward Racing com a substitut del lesionat Colin Edwards.

## Vida personal
El 2011, Vermeulen es va casar amb la seva xicota de sempre, la model i fotògrafa anglesa Toni Pinion. Tots els dorsals que va fer servir durant la seva carrera duien el dígit "7" com a homenatge al seu mentor, Barry Sheene. Aficionat als cotxes Hot rod americans antics, en té una col·lecció amb uns quants exemplars.
Un cop acabada la seva carrera com a pilot professional, Vermeulen va esdevenir comentarista esportiu a la Fox Sports d'Austràlia.

## Palmarès

### Resultats al Mundial de motociclisme

#### Per temporada
| Temp  | Categoria | Moto         | Equip          | Cursa | Victòria | Pod | Pole | FLap | Pts | Posició | Títols |
| ----- | --------- | ------------ | -------------- | ----- | -------- | --- | ---- | ---- | --- | ------- | ------ |
| 2005  | MotoGP    | Honda RC211V | Sito Pons      | 2     | 0        | 0   | 0    | 0    | 10  | 21è     | -      |
| 2006  | MotoGP    | Suzuki GSV-R | Suzuki MotoGP  | 17    | 0        | 1   | 2    | 0    | 98  | 11è     | -      |
| 2007  | MotoGP    | Suzuki GSV-R | Suzuki MotoGP  | 18    | 1        | 4   | 1    | 1    | 179 | 6è      | -      |
| 2008  | MotoGP    | Suzuki GSV-R | Suzuki MotoGP  | 18    | 0        | 2   | 0    | 0    | 128 | 8è      | -      |
| 2009  | MotoGP    | Suzuki GSV-R | Suzuki MotoGP  | 13    | 0        | 0   | 0    | 0    | 84  | 11è     | -      |
| 2012  | MotoGP    | Suter MMX1   | Forward Racing | 1     | 0        | 0   | 0    | 0    | 0   | -       | –      |
| Total |           |              |                | 73    | 1        | 7   | 3    | 1    | 521 |         | 0      |

#### Per categoria
| Categoria | Temp            | 1r GP               | 1r Podi             | 1a Victòria       | Cursa | Victòria | Podis | Pole | FLap | Pts | Títols |
| --------- | --------------- | ------------------- | ------------------- | ----------------- | ----- | -------- | ----- | ---- | ---- | --- | ------ |
| MotoGP    | 2005–2009, 2012 | GP d'Austràlia 2005 | GP d'Austràlia 2006 | GP de França 2007 | 73    | 1        | 7     | 3    | 1    | 521 | 0      |
| Total     | 6               |                     |                     |                   | 73    | 1        | 7     | 3    | 1    | 521 | 0      |

#### Curses per any
Barem de puntuació de 1993 ençà:
| Posició | 1  | 2  | 3  | 4  | 5  | 6  | 7 | 8 | 9 | 10 | 11 | 12 | 13 | 14 | 15 |
| Punts   | 25 | 20 | 16 | 13 | 11 | 10 | 9 | 8 | 7 | 6  | 5  | 4  | 3  | 2  | 1  |

(Ids. Grans Premis | Llegenda) (Curses en negreta indiquen pole; curses en  itàlica indiquen volta ràpida)
| Any  | Categoria | Moto   | 1      | 2       | 3      | 4       | 5      | 6      | 7     | 8      | 9      | 10     | 11     | 12     | 13     | 14     | 15      | 16     | 17      | 18     | Posició | Pts |
| ---- | --------- | ------ | ------ | ------- | ------ | ------- | ------ | ------ | ----- | ------ | ------ | ------ | ------ | ------ | ------ | ------ | ------- | ------ | ------- | ------ | ------- | --- |
| 2005 | MotoGP    | Honda  | ESP    | POR     | CHN    | FRA     | ITA    | CAT    | DTT   | USA    | GBR    | GER    | CZE    | JPN    | MAL    | QAT    | AUS 11  | TUR 11 | VAL     |        | 21è     | 10  |
| 2006 | MotoGP    | Suzuki | ESP 12 | QAT Ret | TUR 7  | CHN Ret | FRA 10 | ITA 14 | CAT 6 | DTT 10 | GBR 16 | GER 7  | USA 5  | CZE 12 | MAL 11 | AUS 2  | JPN 11  | POR 9  | VAL Ret |        | 11è     | 98  |
| 2007 | MotoGP    | Suzuki | QAT 7  | ESP 9   | TUR 11 | CHN 7   | FRA 1  | ITA 8  | CAT 7 | GBR 3  | DTT 16 | GER 11 | USA 2  | CZE 5  | SM 2   | POR 13 | JPN 11  | AUS 8  | MAL 7   | VAL 6  | 6è      | 179 |
| 2008 | MotoGP    | Suzuki | QAT 17 | ESP 10  | POR 8  | CHN Ret | FRA 5  | ITA 10 | CAT 7 | GBR 8  | DTT 7  | GER 3  | USA 3  | CZE 6  | SM 5   | INP 9  | JPN Ret | AUS 15 | MAL 9   | VAL 13 | 8è      | 128 |
| 2009 | MotoGP    | Suzuki | QAT 7  | JPN 10  | ESP 10 | FRA 6   | ITA 10 | CAT 11 | DTT 5 | USA 8  | GER 13 | GBR 13 | CZE 11 | INP 11 | SM 9   | POR 10 | AUS 11  | MAL 6  | VAL 15  |        | 12è     | 106 |
| 2012 | MotoGP    | Suter  | QAT    | ESP     | POR    | FRA 17  | CAT    | GBR    | DTT   | GER    | ITA    | USA    | INP    | CZE    | SM     | ARA    | JPN     | MAL    | AUS     | VAL    | NC      | 0   |

### Resultats al Mundial de Superbike
Barem de puntuació de 1993 ençà:
| Posició | 1  | 2  | 3  | 4  | 5  | 6  | 7 | 8 | 9 | 10 | 11 | 12 | 13 | 14 | 15 |
| Punts   | 25 | 20 | 16 | 13 | 11 | 10 | 9 | 8 | 7 | 6  | 5  | 4  | 3  | 2  | 1  |

(Ids. Rondes | Llegenda) (Curses en negreta indiquen pole; curses en  itàlica indiquen volta ràpida)
| Any  | Moto     | 1       | 1       | 2       | 2       | 3       | 3       | 4       | 4       | 5      | 5      | 6      | 6      | 7      | 7      | 8      | 8       | 9       | 9       | 10    | 10    | 11      | 11      | 12    | 12      | 13  | 13  | Pos. | Pts | Ref   |
| Any  | Moto     | C1      | C2      | C1      | C2      | C1      | C2      | C1      | C2      | C1     | C2     | C1     | C2     | C1     | C2     | C1     | C2      | C1      | C2      | C1    | C2    | C1      | C2      | C1    | C2      | C1  | C2  | Pos. | Pts | Ref   |
| ---- | -------- | ------- | ------- | ------- | ------- | ------- | ------- | ------- | ------- | ------ | ------ | ------ | ------ | ------ | ------ | ------ | ------- | ------- | ------- | ----- | ----- | ------- | ------- | ----- | ------- | --- | --- | ---- | --- | ----- |
| 2004 | Honda    | SPA 12  | SPA 5   | AUS 2   | AUS 2   | SMR 5   | SMR 12  | ITA 4   | ITA DSQ | GER 15 | GER 8  | GBR 2  | GBR 1  | USA 1  | USA 1  | EUR 4  | EUR 3   | NED 5   | NED 1   | ITA 2 | ITA 6 | FRA Ret | FRA Ret |       |         |     |     | 4t   | 282 | [ 9 ] |
| 2005 | Honda    | QAT 8   | QAT 4   | AUS 3   | AUS 4   | SPA 2   | SPA 2   | ITA Ret | ITA 1   | EUR 4  | EUR 4  | SMR 2  | SMR 2  | CZE 8  | CZE 3  | GBR 4  | GBR 3   | NED 1   | NED 1   | GER 1 | GER 2 | ITA 1   | ITA C   | FRA 1 | FRA Ret |     |     | 2n   | 379 | [ 9 ] |
| 2010 | Kawasaki | AUS Ret | AUS Ret | POR DNS | POR DNS | SPA     | SPA     | NED 17  | NED 14  | ITA 18 | ITA 13 | RSA 18 | RSA 16 | USA 15 | USA 13 | SMR 16 | SMR 15  | CZE Ret | CZE Ret | GBR   | GBR   | GER     | GER     | ITA   | ITA     | FRA | FRA | 20è  | 10  | [ 9 ] |
| 2011 | Kawasaki | AUS     | AUS     | GBR DNS | GBR DNS | NED Ret | NED DNS | ITA DNS | ITA DNS | USA    | USA    | SMR 14 | SMR 10 | SPA 12 | SPA 14 | CZE 18 | CZE DNS | GBR     | GBR     | GER   | GER   | ITA     | ITA     | FRA   | FRA     | POR | POR | 20è  | 14  | [ 9 ] |